# Gummbah
Gummbah (pseudoniem van Gertjan van Leeuwen, Nieuwaal, 1967) is een Nederlands cartoonist, striptekenaar, schilder, theatermaker, humorist en absurdist.

## Biografie
Gummbah studeerde journalistiek in Tilburg, maar tekende liever. In 1993 bracht hij in eigen beheer een éénmanstijdschrift uit, God, met daarin zijn eigen strips en cartoons. Dat bracht hem in contact met uitgeverij De Harmonie die besloot zijn cartoons uit te brengen. Tevens publiceerde hij in bladen als Zone 5300 en Sick. In 1994 debuteerde hij in Humo met cartoons over het wereldkampioenschap voetbal in de Verenigde Staten. Later verschenen zijn tekeningen in onder meer De Volkskrant, Propria Cures, Cabaret, Boekblad, Nieuwe Revu, enkele Duitse tijdschriften en het Engelse blad Prospect.
Met enkele vrienden, onder wie Jeroen de Leijer, startte Gummbah in 1998 de Bond tegen Humor en het bijbehorende tijdschrift De bedenkelijk kijkende grondeekhoorn op.
In 2000 trad Gummbah op met een diapresentatie van zogenaamd onverschenen boeken. Terwijl zelf ontworpen boekomslagen op dia's werden vertoond, las hij op een graftoon fragmenten voor uit fictieve boeken als Kaas voor een hoerenjong, Borduren met gebalde vuisten, Een lelijke homo heeft geen reet aan zijn kont, Hengst aan het heelal, Romp met nergens armen en Onbegrijpelijke boswandelingen. Deze boeken mochten of konden zogenaamd om uiteenlopende redenen nooit verschijnen.
Samen met Hans Teeuwen en Pieter Bouwman maakte Gummbah de theater- en televisievoorstelling Poelmo, slaaf van het zuiden (voor meisjes die van dieren houden), die in 2002 werd uitgezonden door de VPRO.
In 2022 won Gummbah de Cultuurprijs van het Prins Bernhard Cultuurfonds Noord-Brabant. De jury prees hem voor zijn ‘volstrekt eigen wereldbeeld’. Aan de Cultuurprijs is een geldbedrag van 10.000 euro verbonden.

## Verzameld werk
Van Gummbah zijn diverse boekjes uitgegeven met verzamelingen prenten.
- God nummer 1 (1993)
- De verbaasde analfabeet (1994)
- De verdwenen titel (1995)
- Hoe Eddie in balbezit kwam (1997)
- De tijd vliegt slecht (1998)
- Het geheim van het verdwenen mysterie (1999)
- Een kalfslederen onderbroek om u tegen te zeggen (2001)
- Echte nachten, stugge vachten (2002)
- Neksnor (2004)
- Daar gaat Fout Varken (2006)
- Op de camping (2007)
- Meanwhile, between two eternities of darkness (2008)
- Net niet verschenen boeken (2010)
- Deirdre (2011)
- Nobody loves Me (samen met Chantal Rens, 2011)
- De avonturen van Wim Kut (2013)
- Hier (2014)
- Busted (2014)
- De definitieve feministische golf (2016)
- Stories of one sentence (2016)
- From the bottomless pit (2019)
- Het eeuwig jeukende zelf (2019)
- Op de camping (herziene en vermeerderde editie, 2023)
- Net niet verschenen boeken appendix (2024)
- Met Wim Kut naar Italië (2024)

Verder maakte hij illustraties in:
- Lekker single van Robert van Gijssel (2002)
- Voor een echt succesvol leven van  Bas Haring (2007)